# Teorém Noetherové
Teorém Noetherové je významnou větou teoretické mechaniky říkající, že každé spojité lokální symetrii, vůči které jsou invariantní rovnice popisující fyzikální systém, přísluší veličina, která se zachovává. Toto tvrzení platí obecně pro všechny zákony, které se dají formulovat pomocí principu nejmenší akce. V důsledku teorému Noetherové můžeme říci, že zákon zachování energie je důsledkem symetrie fyzikálních zákonů vůči posunutí v čase, zákon zachování hybnosti je důsledkem symetrie vůči posunutí v prostoru a zákon zachování momentu hybnosti souvisí se symetrií vůči otočení. Jedná se o tzv. slabé zákony zachování (nebo také on-shell zákony zachování), což znamená, že se daná veličina zachovává, pokud platí pohybové rovnice.
Teorém Noetherové je pojmenován po své autorce, německé matematičce Emmy Noetherové a byl poprvé publikován roku 1918.

## Odvození
Předpokládejme, že máme funkcionál {\displaystyle {\mathcal {S}}:{\mathcal {C}}\rightarrow \mathbb {R} } nazývaný akce, kde {\displaystyle {\mathcal {C}}} je konfigurační prostor závisející obecně na všech veličinách {\displaystyle \phi _{A}(x)\,}, kterými popisujeme daný systém. (Multiindex A tyto veličiny čísluje.)
Předpokládejme dále, že akci můžeme vyjádřit v obvyklém tvaru, jako integrál hustoty lagrangiánu
{\displaystyle {\mathcal {L}}(x,\phi _{A}(x),\partial _{\mu }\phi _{A}(x))}
přes celý prostor
{\displaystyle {\mathcal {S}}[\phi _{A}]\,=\,\int _{M}\mathrm {d} ^{n}x\,{\mathcal {L}}(x,\phi _{A}(x),\partial _{\mu }\phi _{A}(x)).}
(Přitom předpokládáme, že lagrangián závisí jen na prvních derivacích zkoumaných proměnných. Pro vyšší derivace je zobecnění přímočaré.) Podle principu stacionární akce platí
{\displaystyle {\frac {\delta {\mathcal {S}}[\phi _{A}]}{\delta \phi _{A}}}\,=\,0,}
a to tak, že na okraji M jsou veličiny {\displaystyle \delta \phi \,} nulové. (Jde o úlohu s pevnými okraji.) Provedením variace
{\displaystyle \delta {\mathcal {S}}[\phi ]\,=\,\int _{M}\mathrm {d} ^{n}x\,{\frac {\partial {\mathcal {L}}}{\partial \phi _{A}}}\delta \phi _{A}+{\frac {\partial {\mathcal {L}}}{\partial (\partial _{\mu }\phi _{A})}}\delta (\partial _{\mu }\phi _{A})=\,\int _{M}\mathrm {d} ^{n}x\,{\frac {\partial {\mathcal {L}}}{\partial \phi _{A}}}\delta \phi _{A}-\partial _{\mu }\left({\frac {\partial {\mathcal {L}}}{\partial (\partial _{\mu }\phi _{A})}}\right)\delta \phi _{A}=\,\int _{M}\mathrm {d} ^{n}x\,{\mathcal {L}}^{*}\delta \phi _{A},}
kde
{\displaystyle {\mathcal {L}}^{*}\equiv {\frac {\partial {\mathcal {L}}}{\partial \phi _{A}}}-\partial _{\mu }\left({\frac {\partial {\mathcal {L}}}{\partial (\partial _{\mu }\phi _{A})}}\right).}
Protože {\displaystyle \phi _{A}\,} jsou na M libovolné, musí platit {\displaystyle {\mathcal {L}}^{*}=0,} což jsou rovnice popisující daný systém.
Nyní mějme spojitou k-parametrickou transformaci souřadnic
{\displaystyle x^{\mu }\to x'^{\mu }=x^{\mu }-\varepsilon ^{i}\xi _{i}^{\mu }(x)=x^{\mu }+\delta x^{\mu },}
vůči které jsou fyzikální zákony invariantní. {\displaystyle \xi _{i}(x)} jsou obecně libovolné diferencovatelné funkce, {\displaystyle \varepsilon ^{i}} jsou infinitezimální parametry, které generují příslušnou Lieovu grupu symetrií a i probíhá hodnoty 1..k. Tato transformace indukuje transformaci zkoumaných veličin
{\displaystyle {\mathcal {S}}\to {\mathcal {S}}'.}
{\displaystyle {\mathcal {L}}(x,\phi _{A},\partial _{\mu }\phi _{A})\to {\mathcal {L}}'(x',\phi '_{A},\partial _{\mu }\phi '_{A}),}
{\displaystyle \phi _{A}(x)\to \phi '_{A}(x')=\phi _{A}+\delta \phi _{A}.}
Protože se při ní (z předpokladů věty) nemění tvar pohybových rovnic, platí
{\displaystyle {\mathcal {L}}(x,\phi _{A},\partial _{\mu }\phi _{A})={\mathcal {L}}'(x',\phi '_{A},\partial _{\mu }\phi '_{A}),}
takže pro akci systému platí
{\displaystyle {\mathcal {S'}}[\phi ]\,=\,{\mathcal {S}}[\phi ]\implies \,\int _{M'}\mathrm {d} ^{n}x'\,{\mathcal {L'}}(x',\phi '_{A},\partial _{\mu }\phi '_{A})\,=\,\int _{M}\mathrm {d} ^{n}x\,{\mathcal {L}}(x,\phi _{A},\partial _{\mu }\phi _{A}).\;\;\;\;\;\;\;\;\;\;\;\;\;(\spadesuit )}
Protože transformace symetrie je infinitezimální, můžeme nahradit integrování přes M'  v souřadnicích x'  integrováním přes M v souřadnicích x, pokud při tom zároveň přičteme povrchový člen, o který se liší na hranici M. Ten vypočteme jako plošný integrál hustoty lagrangiánu krát skalární součin normály hranice s {\displaystyle \delta x^{\mu }}.
{\displaystyle \int _{M'}\mathrm {d} ^{n}x'\,{\mathcal {L'}}(x',\phi '_{A},\partial _{\mu }\phi '_{A})\,=\,\int _{M}\mathrm {d} ^{n}x\,{\mathcal {L}}(x,\phi '_{A},\partial _{\mu }\phi '_{A})\,+\int _{\partial M}\mathrm {d} S\,{\mathcal {L}}(x,\phi '_{A},\partial _{\mu }\phi '_{A})\delta x^{\mu }n_{\mu },}
což dále upravíme podle Gaussovy věty a pro hraniční členy dosadíme {\displaystyle \phi '=\phi \,}, (variace na hranici je nulová,) čímž obdržíme tvar
{\displaystyle \int _{M'}\mathrm {d} ^{n}x'\,{\mathcal {L'}}(x',\phi '_{A},\partial _{\mu }\phi '_{A})\,=\,\int _{M}\mathrm {d} ^{n}x\,{\mathcal {L}}(x,\phi '_{A},\partial _{\mu }\phi '_{A})\,-\,\partial _{\mu }\left({\mathcal {L}}(x,\phi _{A},\partial _{\mu }\phi _{A})\varepsilon ^{i}\xi _{i}^{\mu }(x)\right).}
Dosadíme-li tento tvar do rovnice (♠), obdržíme tvar
{\displaystyle 0=\int _{M}\mathrm {d} ^{n}x\,{\mathcal {L}}(x,\phi '_{A},\partial _{\mu }\phi '_{A})\,-\,{\mathcal {L}}(x,\phi _{A},\partial _{\mu }\phi _{A})\,-\,\partial _{\mu }\left({\mathcal {L}}(x,\phi _{A},\partial _{\mu }\phi _{A})\varepsilon ^{i}\xi _{i}^{\mu }(x)\right),}
což přepíšeme jako
{\displaystyle 0=\int _{M}\mathrm {d} ^{n}x\,{\mathcal {L}}(x,\phi _{A}+{\bar {\delta }}\phi _{A},\partial _{\mu }\phi _{A}+\partial _{\mu }({\bar {\delta }}\phi _{A}))\,-\,{\mathcal {L}}(x,\phi _{A},\partial _{\mu }\phi _{A})\,-\,\partial _{\mu }\left({\mathcal {L}}(x,\phi _{A},\partial _{\mu }\phi _{A})\varepsilon ^{i}\xi _{i}^{\mu }(x)\right),}
kde jsme zavedli
{\displaystyle {\bar {\delta }}\phi _{A}=\phi '_{A}(x)-\phi _{A}(x)=\phi '_{A}(x')-\phi _{A}(x)+\phi '_{A}(x)-\phi '_{A}(x')=\delta \phi _{A}-\partial _{\mu }(\phi _{A})\delta x^{\mu }.}
{\displaystyle {\bar {\delta }}\phi _{A}} je tzv. Lieova derivace {\displaystyle \phi _{A}\,} podle pole {\displaystyle \varepsilon ^{i}\xi _{i}^{\mu }}. Veličina {\displaystyle {\bar {\delta }}\phi _{A}} se v užším kontextu, kde uvažujeme jako souřadnici jenom čas, označuje jako izochronní variace.
Diferencováním získáme
{\displaystyle 0=\int _{M}\mathrm {d} ^{n}x\,{\frac {\partial {\mathcal {L}}}{\partial \phi _{A}}}{\bar {\delta }}\phi _{A}\,+\,{\frac {\partial {\mathcal {L}}}{\partial (\partial _{\mu }\phi _{A})}}\,\partial _{\mu }{\bar {\delta }}\phi _{A}\,-\,\partial _{\mu }\left({\mathcal {L}}(x,\phi _{A},\partial _{\mu }\phi _{A})\varepsilon ^{i}\xi _{i}^{\mu }(x)\right),}
což lze pomocí integrace per partes a Gaussovy věty jako
{\displaystyle 0=\int _{M}\mathrm {d} ^{n}x\,{\mathcal {L}}^{*}{\bar {\delta }}\phi _{A}\,+\,\partial _{\mu }\left({\frac {\partial {\mathcal {L}}}{\partial (\partial _{\mu }\phi _{A})}}\,{\bar {\delta }}\phi _{A}\right)\,-\,\partial _{\mu }\left({\mathcal {L}}(x,\phi _{A},\partial _{\mu }\phi _{A})\varepsilon ^{i}\xi _{i}^{\mu }(x)\right).}
Pokud se dá {\displaystyle {\bar {\delta }}\phi _{A}} vyjádřit jako {\displaystyle f_{Ai}(x)\varepsilon ^{i}} a má platit pro všechna {\displaystyle \varepsilon ^{i}} a zároveň platí {\displaystyle {\mathcal {L}}^{*}=0}, získáme k rovnic
{\displaystyle \partial _{\mu }\left({\frac {\partial {\mathcal {L}}}{\partial (\partial _{\mu }\phi _{A})}}\,{\bar {\delta }}\phi _{A}-{\mathcal {L}}(x,\phi _{A},\partial _{\mu }\phi _{A})\xi _{i}^{\mu }(x)\varepsilon ^{i}\right)=0,}
což jsou hledané zákony zachování.

### Zákon zachování energie
Nyní uvažujme pouze soustavu hmotných bodů, které se nacházejí v potenciálu, který závisí jen na jejich vzájemné poloze. Lagrangián je tedy dán jako
| {\displaystyle {\mathcal {S}}[{\vec {x}}]\,} | {\displaystyle =\int \mathrm {d} t\,{\mathcal {L}}({\vec {X}}(t),{\dot {\vec {X}}}(t))}                                                                                  |
|                                              | {\displaystyle =\int \mathrm {d} t\left[\sum _{R=1}^{N}{\frac {m_{R}}{2}}\left({\dot {\vec {X}}}_{R}\right)^{2}-\sum _{R<S}V_{RS}({\vec {X}}_{S}-{\vec {X}}_{R})\right]} |
Roli souřadnice zde hraje jen čas t, zatímco polohy {\displaystyle {\vec {X}}(t)} hrají roli zkoumaných veličin výše označených jako {\displaystyle \phi _{A}\,}. Protože nás zajímá infinitezimální transformace spojená s posunem v čase, zvolíme
{\displaystyle \phi _{A}={\vec {X}}_{R}}
{\displaystyle \delta \phi _{A}=\delta {\vec {X}}_{R}=0}
{\displaystyle \delta t=-\varepsilon ,\;\;\;\xi (t)=1}
Z toho dopočteme
{\displaystyle {\bar {\delta }}\phi _{A}=-{\frac {\mathrm {d} }{\mathrm {d} t}}{\vec {X}}_{R}\delta t={\vec {\dot {X}}}_{R}\,\varepsilon }
Povšimněme si, že {\displaystyle \delta t} je nenulové, zatímco {\displaystyle \delta {\vec {X}}_{R}} jsou nulové - o symetrie spojené s posunem v prostoru se nyní nezajímáme. Zákon zachování tedy dostáváme ve tvaru
{\displaystyle {\frac {\mathrm {d} }{\mathrm {d} t}}\left({\frac {\partial {\mathcal {L}}}{\partial {\vec {\dot {X}}}}}(-{\vec {\dot {X}}})-{\mathcal {L}}\right)\varepsilon =0,}
což po dalších úpravách
{\displaystyle {\frac {\mathrm {d} }{\mathrm {d} t}}\left(\sum _{R=1}^{N}m_{R}{\dot {\vec {X}}}_{R}({\vec {\dot {X}}}_{R})-\left[\sum _{R=1}^{N}{\frac {m_{R}}{2}}\left({\dot {\vec {X}}}_{R}\right)^{2}-\sum _{R<S}V_{RS}({\vec {X}}_{S}-{\vec {X}}_{R})\right]\right)=0,}
{\displaystyle {\frac {\mathrm {d} }{\mathrm {d} t}}\left(\sum _{R=1}^{N}{\frac {m_{R}}{2}}{\dot {\vec {X}}}_{R}^{2}+\sum _{R<S}V_{RS}({\vec {X}}_{S}-{\vec {X}}_{R})\right)=0,}
přejde na hledaný zákon zachování energie.